# Bruno di Ysenburg e Büdingen

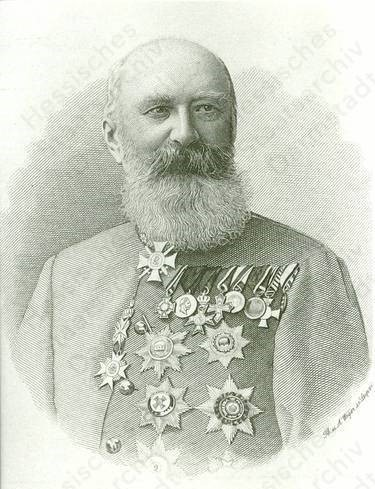
Bruno, 3. Fürst zu Ysenburg und Büdingen

Bruno Casimiro Alberto Emilio Ferdinando di Ysenburg e Büdingen (Büdingen, 14 giugno 1837 – Büdingen, 26 gennaio 1906) fu il terzo Principe di Ysenburg e Büdingen.

## Biografia
Bruno era il maggiore dei maschi di Ernesto Casimiro II, 2º Principe di Ysenburg e Büdingen e di sua moglie la Contessa Tecla di Erbach-Fürstenau.
Da nobiluomo, Bruno fu un membro della Prima Camera degli Stati del Granducato d'Assia dal 1861 sl 1906. Bruno funse da suo presidente prima tra il 1878 ed il 1889, poi nuovamente tra il 1889 ed il 1900.

## Matrimonio e figli
Bruno si sposò una prima volta con la Principessa Matilde di Solms-Hohensolms-Lich, figlia di Ferdinando, Principe di Solms-Hohensolms-Lich e di sua moglie la Contessa Carolina di Collalto e San Salvatore, il 31 luglio 1862 a Lich. Bruno e Matilde ebbero due figlie femmine prima della morte di Matilde l'11 settembre 1867:
- Principessa Edvige di Ysenburg e Büdingen (1º novembre 1863 Büdingen - 1º luglio 1925 Ortenberg)[1][2]

∞ Botho, Principe di Stolberg-Rossla (1850-1893) il 27 settembre 1883 a Büdingen; con figli.
∞ Conte Kuno di Stolberg-Rossla (1862-1921) il 31 agosto 1902 a Roßla; senza figli.
- Principessa Elisabetta di Ysenburg e Büdingen (21 dicembre 1864 Büdingen - 16 novembre 1946 Heilsberg)[1][2]

∞ Rudolf, Barone di Thüngen (1855-1929) il 25 settembre 1889 a Büdingen; con figli.
Bruno si risposò con la Contessa Berta di Castell-Rüdenhausen, figlia di Adolfo, Conte Ereditario di Castell-Rüdenhausen e di sua moglie la Baronessa Maria di Thüngen, il 30 settembre 1869 a Rüdenhausen. Bruno e Berta ebbero otto figli:
- Principessa Emma di Ysenburg e Büdingen (28 agosto 1870 Büdingen - 13 dicembre 1944 Laubach)[1][2]

∞ Conte Ottone di Solms-Laubach (1860-1904) il 14 aprile 1898 a Büdingen; con figli.
- Principessa Maria di Ysenburg e Büdingen (28 maggio 1875 Büdingen - 22 ottobre 1952 Gießen).[1][2]
- Volfango, IV Principe di Ysenburg e Büdingen (30 marzo 1877 Büdingen - 29 luglio 1920 Gößweinstein)[1][2]

∞ Contessa Adelaide di Rechteren-Limpurg (1881-1970) il 26 settembre 1901 a Sommerhausen; senza figli.
- Principessa Tecla di Ysenburg e Büdingen (16 ottobre 1878 Büdingen - 22 febbraio 1950 Mistelbach)[1][2]

∞ Manfredo V, Principe di Collalto e San Salvatore (1870-1940) il 9 maggio 1901 a Büdingen; con figli.
- Principessa Matilde di Ysenburg e Büdingen (26 marzo 1880 Büdingen - 25 aprile 1947 Herrnsheim)[1][2]

∞ Cornelio, Barone Heyl di Herrnsheim (1874-1954) l'11 aprile 1907 a Büdingen; con figli.
- Principessa Elena di Ysenburg e Büdingen (14 novembre 1881 Büdingen - 22 marzo 1951 Gelnhausen).[1][2]
- Principessa Hertha di Ysenburg e Büdingen (27 dicembre 1883 Büdingen - 30 maggio 1972 Glücksburg)[1][2]

∞ Principe Alberto di Schleswig-Holstein-Sonderburg-Glücksburg (1863-1948) il 15 settembre 1920 a Büdingen; con figli.
- Principessa Anna di Ysenburg e Büdingen (10 febbraio 1886 Büdingen - 8 febbraio 1980 Detmold).[1][2]

∞ Conte Ernesto fi Lippe-Weissenfeld (1870-1914) il 21 novembre 1911 a Büdingen; con figli.
∞ Leopoldo IV, Principe di Lippe (1871-1949) il 26 aprile 1922 a Büdingen; con figli.

## Ascendenza
|                                           |                                    |                                                   | Genitori                                  |  |  | Nonni |  |  | Bisnonni                               |  |  | Trisnonni                            |  |
|                                           |                                    |                                                   |                                           |  |  |       |  |  | Ernst Casimir zu Ysenburg und Büdingen |  |  | Ernst Dietrich von Ebenburg-Büdingen |  |
|                                           |                                    |                                                   |                                           |  |  |       |  |  | Ernst Casimir zu Ysenburg und Büdingen |  |  | Ernst Dietrich von Ebenburg-Büdingen |  |
|                                           |                                    | Dorothea zu Ysenburg und Büdingen                 |                                           |  |  |       |  |  | Ernst Casimir zu Ysenburg und Büdingen |  |  |                                      |  |
| Ernst Casimir I von Ysenburg und Büdingen |                                    |                                                   |                                           |  |  |       |  |  | Ernst Casimir zu Ysenburg und Büdingen |  |  |                                      |  |
|                                           |                                    | Eleonore zu Bentheim und Steinfurt                | Karl Paul Ernst von Bentheim-Steinfurt    |  |  |       |  |  |                                        |  |  |                                      |  |
|                                           |                                    | Eleonore zu Bentheim und Steinfurt                | Karl Paul Ernst von Bentheim-Steinfurt    |  |  |       |  |  |                                        |  |  |                                      |  |
|                                           |                                    | Eleonore zu Bentheim und Steinfurt                | Charlotte Sophie Louise von Nassau-Siegen |  |  |       |  |  |                                        |  |  |                                      |  |
| Ernst Casimir II zu Ysenburg und Büdingen |                                    | Eleonore zu Bentheim und Steinfurt                |                                           |  |  |       |  |  |                                        |  |  |                                      |  |
|                                           |                                    | Gustav Ernst zu Erbach-Schönberg                  | Georg August zu Erbach-Schönberg          |  |  |       |  |  |                                        |  |  |                                      |  |
|                                           |                                    | Gustav Ernst zu Erbach-Schönberg                  | Georg August zu Erbach-Schönberg          |  |  |       |  |  |                                        |  |  |                                      |  |
|                                           |                                    | Gustav Ernst zu Erbach-Schönberg                  | Ferdinande Henriette von Stolberg-Gedern  |  |  |       |  |  |                                        |  |  |                                      |  |
| Ferdinande zu Erbach-Schönberg            |                                    | Gustav Ernst zu Erbach-Schönberg                  |                                           |  |  |       |  |  |                                        |  |  |                                      |  |
|                                           |                                    | Henriette Christiane zu Stolberg-Stolberg         | Christoph Ludwig zu Stolberg-Stolberg     |  |  |       |  |  |                                        |  |  |                                      |  |
|                                           |                                    | Henriette Christiane zu Stolberg-Stolberg         | Christoph Ludwig zu Stolberg-Stolberg     |  |  |       |  |  |                                        |  |  |                                      |  |
|                                           |                                    | Henriette Christiane zu Stolberg-Stolberg         | Luise Charlotte zu Stolberg-Rossla        |  |  |       |  |  |                                        |  |  |                                      |  |
| Bruno zu Ysenburg und Büdingen            |                                    | Henriette Christiane zu Stolberg-Stolberg         |                                           |  |  |       |  |  |                                        |  |  |                                      |  |
|                                           | Christian Karl zu Erbach-Fürstenau | Georg Albert III von Erbach-Fürstenau             |                                           |  |  |       |  |  |                                        |  |  |                                      |  |
|                                           | Christian Karl zu Erbach-Fürstenau | Georg Albert III von Erbach-Fürstenau             |                                           |  |  |       |  |  |                                        |  |  |                                      |  |
|                                           | Christian Karl zu Erbach-Fürstenau | Adolfine Wilhelmine von Schwarzburg-Sondershausen |                                           |  |  |       |  |  |                                        |  |  |                                      |  |
| Albrecht zu Erbach-Fürstenau              | Christian Karl zu Erbach-Fürstenau |                                                   |                                           |  |  |       |  |  |                                        |  |  |                                      |  |
|                                           |                                    | Luise von Degenfeld-Schonburg                     | August Christof von Degenfeld-Schonburg   |  |  |       |  |  |                                        |  |  |                                      |  |
|                                           |                                    | Luise von Degenfeld-Schonburg                     | August Christof von Degenfeld-Schonburg   |  |  |       |  |  |                                        |  |  |                                      |  |
|                                           |                                    | Luise von Degenfeld-Schonburg                     | Helene Elisabeth Riedesel zu Eisenbach    |  |  |       |  |  |                                        |  |  |                                      |  |
| Thekla zu Erbach-Fürstenau                |                                    | Luise von Degenfeld-Schonburg                     |                                           |  |  |       |  |  |                                        |  |  |                                      |  |
|                                           |                                    | Friedrich Ludwig zu Hohenlohe-Ingelfingen         | Heinrich August zu Hohenlohe-Ingelfingen  |  |  |       |  |  |                                        |  |  |                                      |  |
|                                           |                                    | Friedrich Ludwig zu Hohenlohe-Ingelfingen         | Heinrich August zu Hohenlohe-Ingelfingen  |  |  |       |  |  |                                        |  |  |                                      |  |
|                                           |                                    | Friedrich Ludwig zu Hohenlohe-Ingelfingen         | Wilhelmine Eleonore zu Hohenlohe-Öhringen |  |  |       |  |  |                                        |  |  |                                      |  |
| Emilie zu Hohenlohe-Ingelfingen           |                                    | Friedrich Ludwig zu Hohenlohe-Ingelfingen         |                                           |  |  |       |  |  |                                        |  |  |                                      |  |
|                                           |                                    | Amalie von Hoym                                   | Julius Gebhard von Hoym                   |  |  |       |  |  |                                        |  |  |                                      |  |
|                                           |                                    | Amalie von Hoym                                   | Julius Gebhard von Hoym                   |  |  |       |  |  |                                        |  |  |                                      |  |
|                                           |                                    | Amalie von Hoym                                   | Christiane von der Osten-Sacken           |  |  |       |  |  |                                        |  |  |                                      |  |
|                                           |                                    | Amalie von Hoym                                   |                                           |  |  |       |  |  |                                        |  |  |                                      |  |

## Titoli, trattamento, onorificenze e armi

### Titoli e trattamento
- 14 giugno 1837 - 1840: Sua Altezza Serenissima Conte Bruno di Ysenburg e Büdingen
- 1840 - 1º novembre 1848: Sua Altezza Serenissima Principe Bruno di Ysenburg e Büdingen
- 1º novembre 1848 - 16 febbraio 1861: Sua Altezza Serenissima Il Principe Ereditario di Ysenburg e Büdingen
- 16 febbraio 1861 - 26 gennaio 1906: Sua Altezza Serenissima Il Principe di Ysenburg e Büdingen